# فرانك سويفت
فرانك سويفت (بالإنجليزية: Frank Swift)‏؛ (مواليد 26 ديسمبر 1913 - الوفاة 6 فبراير 1958) هو لاعب كرة قدم أنكليزي دولي سابق كان يلعب كحارس مرمى. اعتزل اللعب عام 1949 مع مانشستر سيتي. بدأ مسيرته الرياضية عام 1933 مع مانشستر سيتي. لعب خلال مسيرته 534 مباراة سجل خلالها 0 أهداف.

## مسيرته الكروية
لعب فرانك سويفت خلال مسيرته الاحترافية مع ناديين في أربعة عشر موسمًا ولم يسجل خلالها أي هدف ضمن 390 مباراة. حيث فاز في موسم واحد بالكأس وفي موسم واحد بالدوري.
خاض فرانك سويفت مسيرته مع نادي مانشستر سيتي في موسم 1932–33 ليلعب معه ثلاثة عشر موسمًا، مشاركًا في 388 مباراة ولم يسجل أي هدف.

## روابط خارجية
- فرانك سويفت على موقع ناشيونال فوتبول تيمز (الإنجليزية)